# Kaiser Special
De Kaiser Special was een personenauto uit de hogere middenklasse die in augustus 1946 werd uitgebracht door de Amerikaanse autoconstructeur Kaiser-Frazer. Het was een vierdeurs sedan met een van de eerste pontoncarrosserieën die in de Verenigde Staten werd gebouwd.
Een bijna identieke auto met een iets betere uitrusting was al in juni 1946 verschenen onder de naam Frazer Standard.

## Techniek

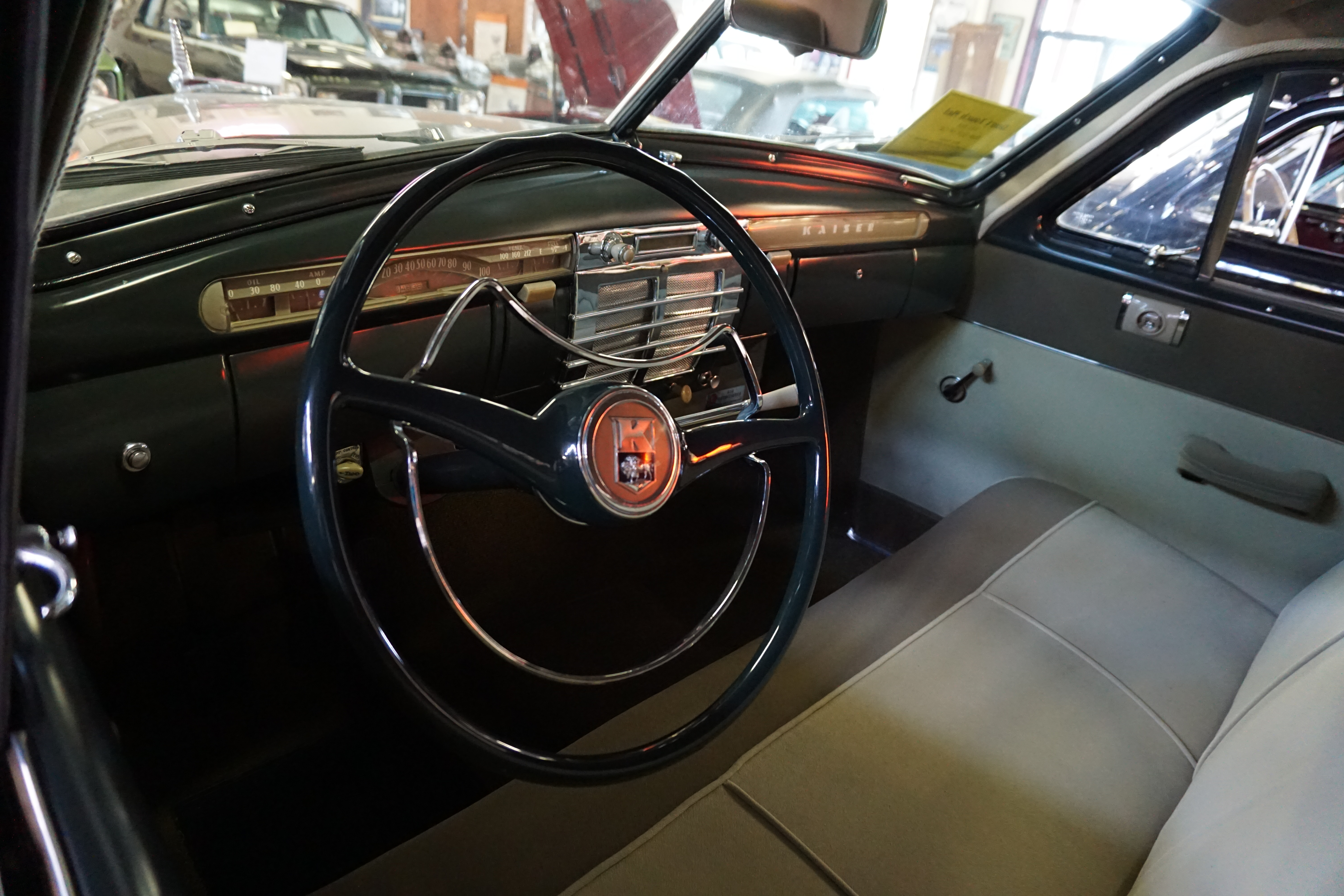
Kaiser Special (1948), interieur met de openslaande zijruitjes en de voorruit in twee delen

De Kaiser Special had vier naar voren scharnierende deuren met driehoekige openslaande zijruitjes en een voorruit in twee delen.
De wagen werd aangedreven door een zes-in-lijnmotor met zijkleppen die een cilinderinhoud van 3707 cc en een vermogen van 74 kW (100 pk) had. Het motorvermogen werd op de achterwielen overgebracht via een handgeschakelde gesynchroniseerde drieversnellingsbak met een schakelpook op de stuurkolom. Optioneel was ook een overdrive leverbaar.
Het ladderchassis was voorzien van een starre achteras die opgehangen was aan bladveren. De voorwielen hingen afzonderlijk op aan dubbele draagarmen met schroefveren en een stabilisatorstang. Verder was de wagen voorzien van hydraulisch bediende trommelremmen en telescopische schokdempers op alle wielen.

## Eerste generatie (1946-1950)
De Kaiser Special, die in 1946 uitgebracht werd als het basismodel van de serie, was standaard al voorzien van zaken zoals hydraulische remmen en een radio. Vanaf september 1947 kwam er een beter uitgerust model onder de naam Kaiser Custom. De Custom had whitewallbanden, meer chromen sierelementen buiten en binnen, een ander dashboard en betere zetels.
Vanaf medio 1948 konden beide modellen ook geleverd worden met een krachtigere motor met dubbele carburateurs van 82 kW (112 pk).
In 1949 kregen de modellen twee brede chromen strips die het radiatorrooster vervingen. Nieuw was de Traveler Utility Sedan, een voorloper van de moderne hatchback. Deze Kaiser Traveler had een versterkt chassis waarbij de linker achterdeur dichtgelast was, de rugleuning van de achterbank was opklapbaar en het reservewiel werd achter de bestuurderszetel gemonteerd. Het kofferdeksel opende in twee delen: het bovenste deel met de achterruit scharnierde omhoog en het onderste deel kon afzonderlijk neergeklapt worden. Dit sterkere chassis werd ook gebruikt voor de taxiversie, die als normale sedan ruimte bood aan de bestuurder en maximaal zeven passagiers. Het beter uitgeruste model heette nu de Kaiser DeLuxe en was standaard voorzien van de krachtigere motor. Naast de sedan was er de Kaiser Virginian, een vierdeurs hardtop-model zonder B-stijl en met een dak en achterwielkappen in contrasterende kleur. De Virginian was ook verkrijgbaar als vierdeurs cabriolet met dezelfde uitrusting.
Vanaf 1950 werd de Traveler ook aangeboden in een DeLuxe uitvoering onder de naam Kaiser Vagabond.

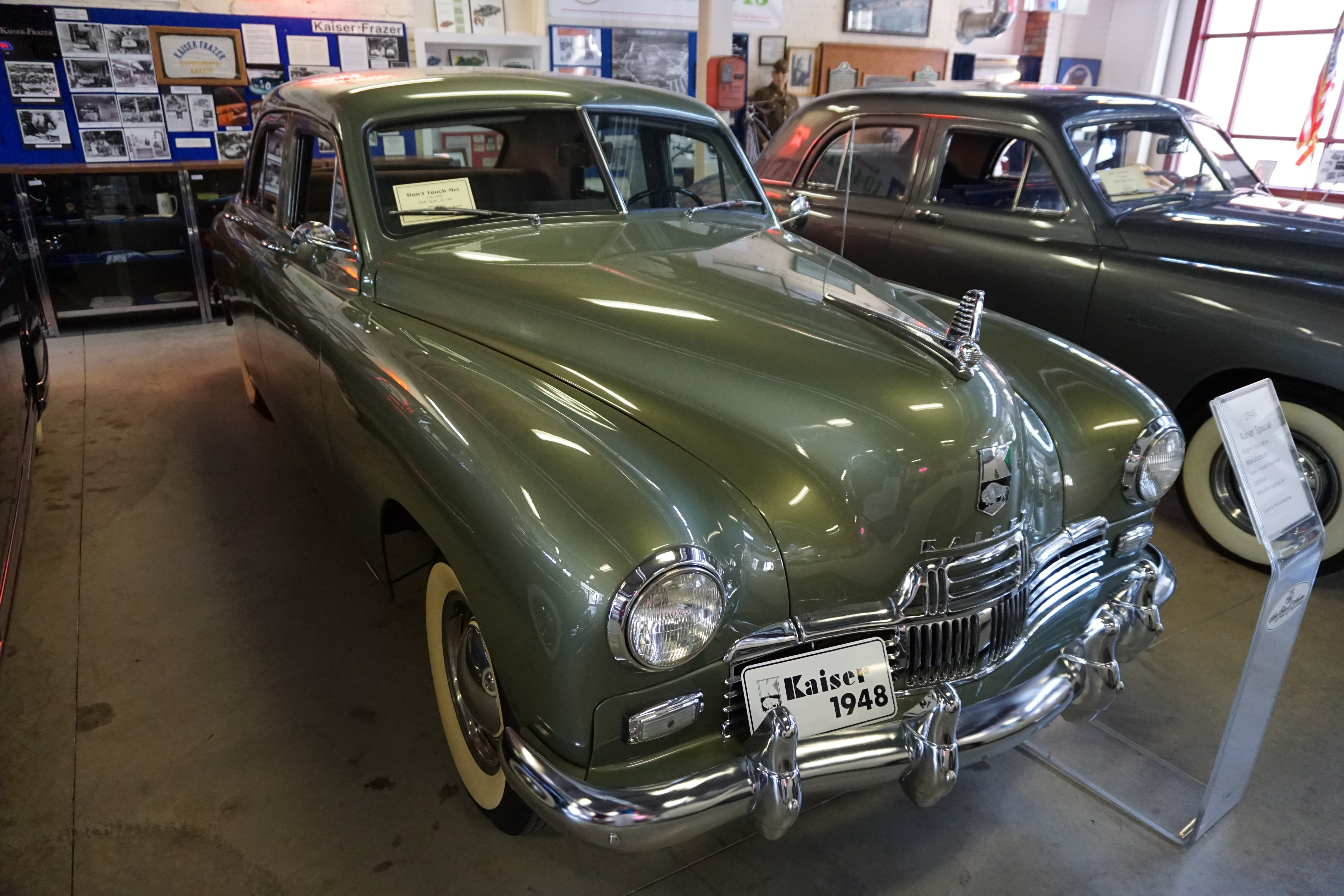
Kaiser Special (1948)
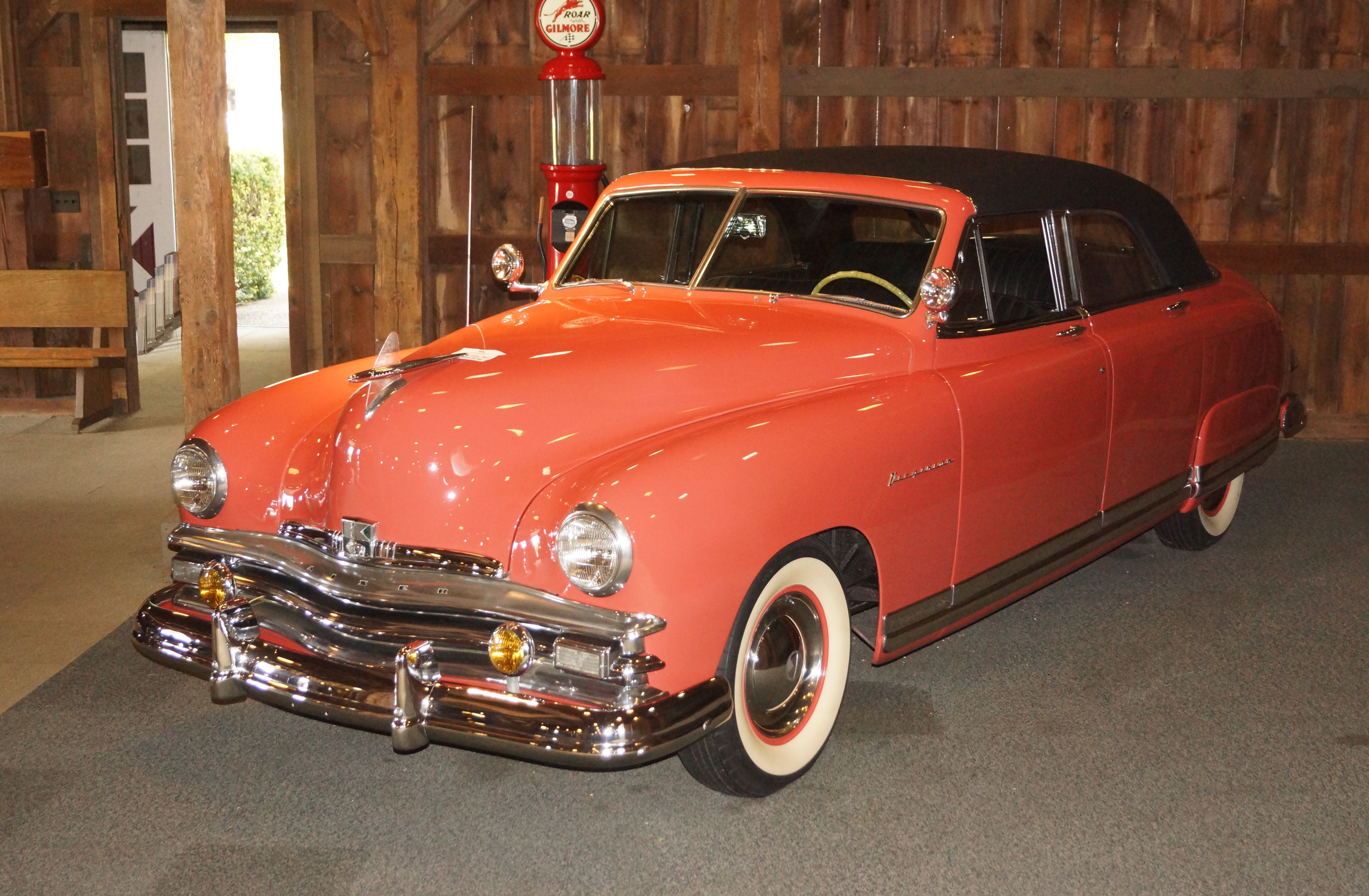
Kaiser Virginian Cabriolet (1949)
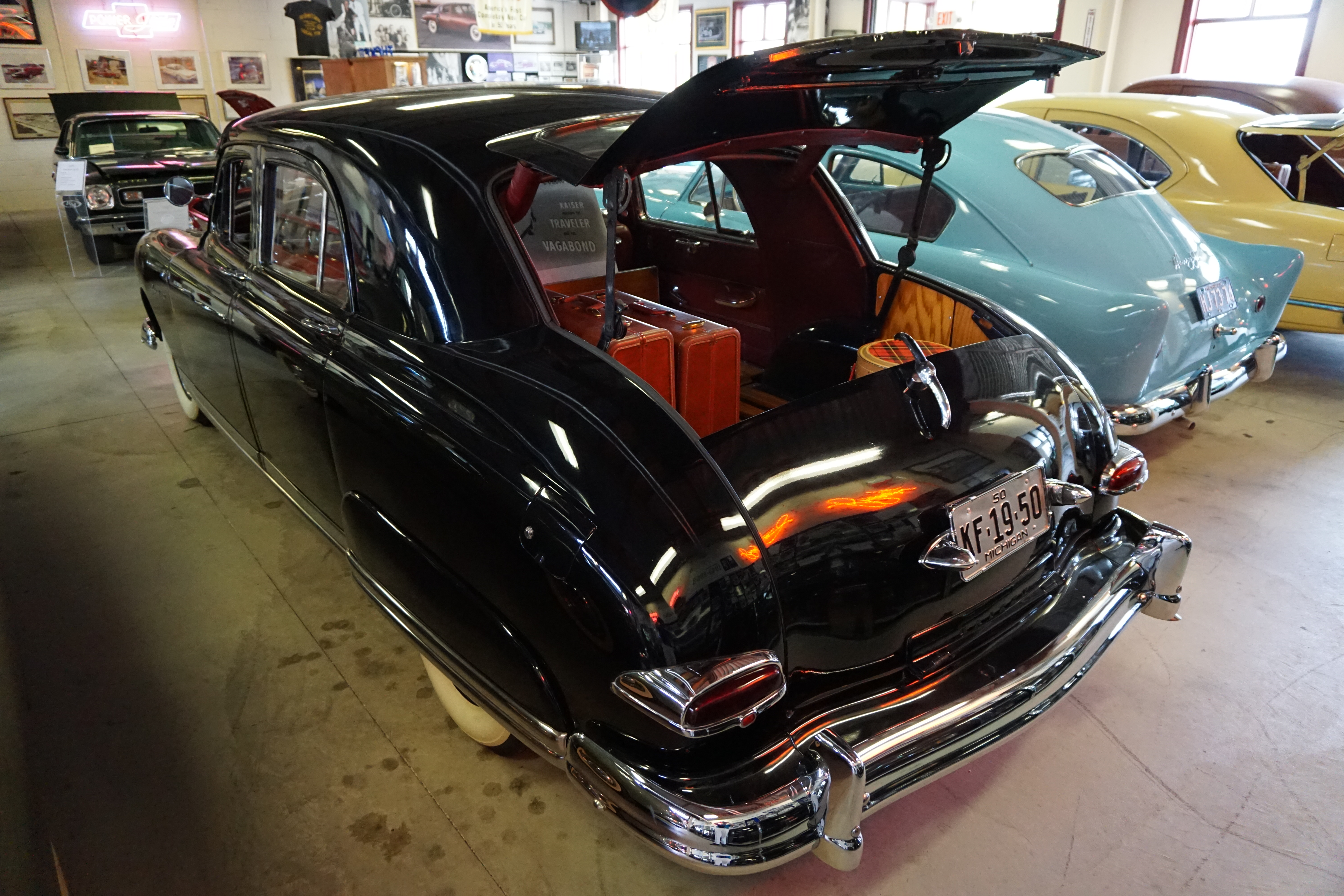
Kaiser Vagabond (1950)

## Tweede generatie (1951-1955)
In 1951 kregen de wagens een grote facelift. De voertuigen waren platter en langer geworden en boden ondanks de iets kortere wielbasis meer binnenruimte. De voorruit had niet langer een middenbeugel, maar het dak had nu een lichte V-vormige punt middenvoor en middenachter. Dit gaf de voor- en achterruit een lichte vleugelvorm en was vanaf dat moment het herkenningsteken van Kaiser-auto's. De C-stijl had een zogenaamde Hofmeister-knik. De motorkap kreeg een radiatormascotte in raketvorm. De motor had nu een dubbele carburateur in alle modellen, wat een vermogen van 84,5 kW (115 pk) opleverde bij dezelfde cilinderinhoud.
Er was voortaan een ruimere keuze aan carrosserievarianten. De Kaiser Special bleef leverbaar als vierdeurs sedan en vierdeurs Traveler Utility Sedan. De Taxi-versie werd geschrapt. Er was ook een tweedeurs sedan, een tweedeurs Traveler en een tweedeurs coupé zonder achterbank die plaats bood aan drie passagiers.
Bij de Kaiser DeLuxe werden het Virginian hardtop- en cabrioletmodel geschrapt. In plaats daarvan werden dezelfde varianten al bij de Special aangeboden, al was de Club-Coupé wel voorzien van een achterbank en plaats voor zes personen. Ten slotte was er ook nog het luxueuze Dragon uitrustingsniveau, dat naast een dikkere bekleding ook een viertraps automatische transmissie bood.
In 1952 werd het basismodel Kaiser Special geschrapt en de DeLuxe werd vervangen. De carrosserietypes en motoren bleven hetzelfde. Uiterlijk kregen de wagens een radiatorrooster dat alleen uit een dwarsbalk bestond en een gemoderniseerde kofferklep in combinatie met nog grotere achterlichten. Dit deed de voertuigen nog groter en breder lijken. Nieuw was de Kaiser Manhattan die de rol van luxe model overnam van de Kaiser DeLuxe.
Door de veranderende marktomstandigheden kwam Kaiser-Frazer met zijn luxueuze modellen en hoge arbeidskosten in de problemen. Daarom bleven de wijzigingen in 1953 beperkt tot enkele andere verchroomde sierelementen, grotere remmen en een nog krachtigere motor die met dezelfde cilinderinhoud voortaan 87 kW (118 pk) leverde. Bij de DeLuxe en de Manhattan werden de coupé en tweedeurs Traveler geschrapt. Nieuw was dat de Kaiser Dragon als zelfstandig model aangeboden werd. Het meest luxueuze model werd standaard geleverd met een automatische transmissie, getint glas, een radio met vier luidsprekers, whitewallbanden, ruitensproeier, airconditioning, een vinyl dak en goudkleurige naamplaatjes. De Dragon was alleen verkrijgbaar als vierdeurs sedan. Er werd ook een nieuw instapmodel aangeboden, de Kaiser Carolina. Dit model werd geleverd als vierdeurs sedan of tweedeurs club sedan in de eenvoudigste uitrusting zonder enige chromen versiering. De Carolina bleek al snel een commerciële flop.
In 1954 kregen de wagens opnieuw een grote facelift met een ovaal radiatorrooster met verticale spijlen, koplampen met daaronder geplaatste parkeerlichten, een driedelige panoramische achterruit, een gestoffeerd dashboard, weer grotere achterlichten en nieuwe voor- en achterbumpers. De wagens waren alleen als vierdeurs sedan en tweedeurs club sedan leverbaar.
Nieuw in 1954 was de Kaiser Supercharged Manhattan met dezelfde styling als de nieuwe Special maar met een betere uitrusting en een 103 kW (140 pk) sterke motor. In tegenstelling tot wat de naam doet vermoeden was dit echter een atmosferische motor zonder turbo of supercharger.
In het laatste productiejaar waren er geen noemenswaardige wijzigingen meer. De Special werd gedropt en alleen de Supercharged Manhattan bleef over. Na slechts 1231 geproduceerde exemplaren in 1955 viel definitief het doek.

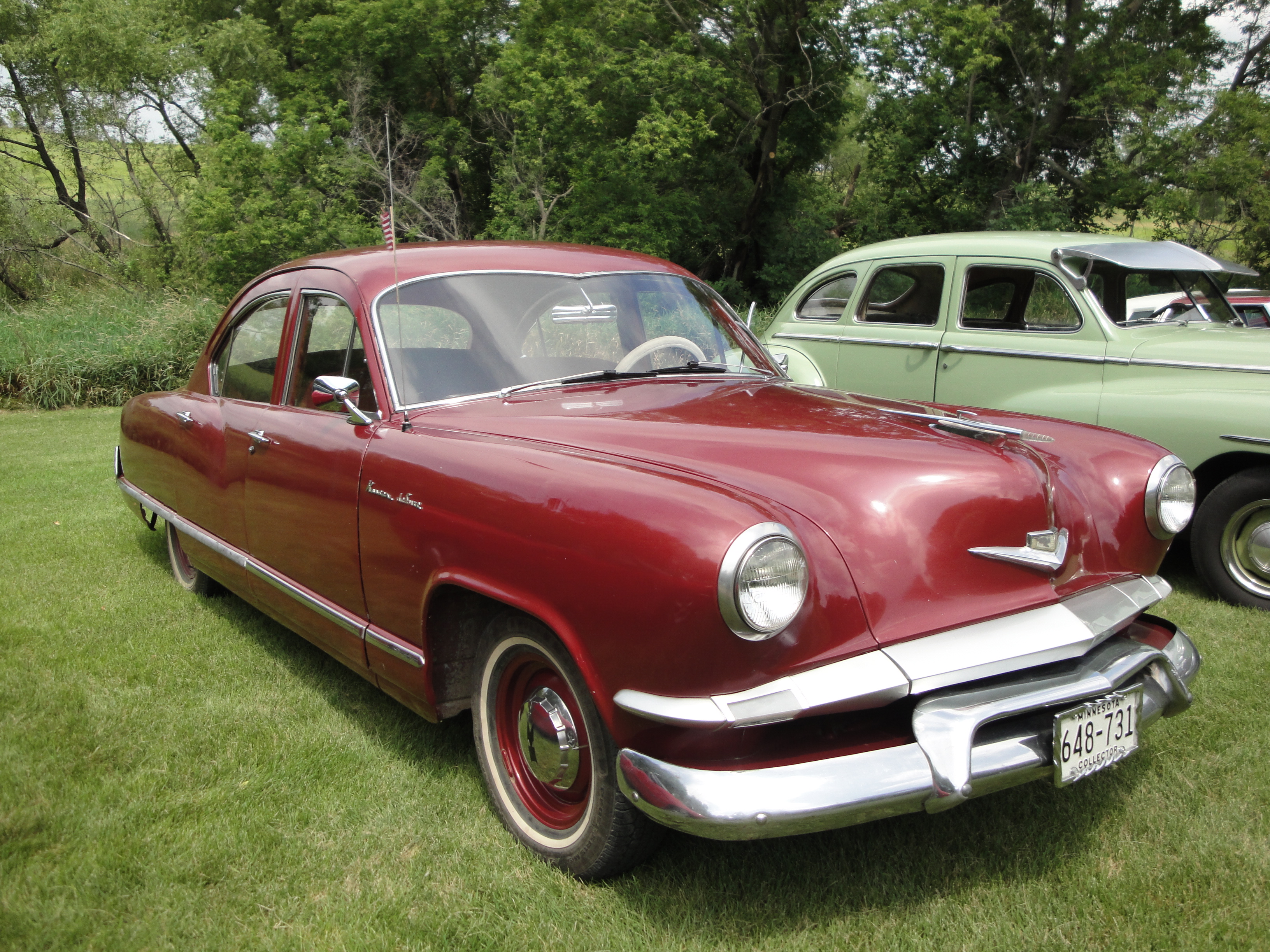
Kaiser DeLuxe (1952)
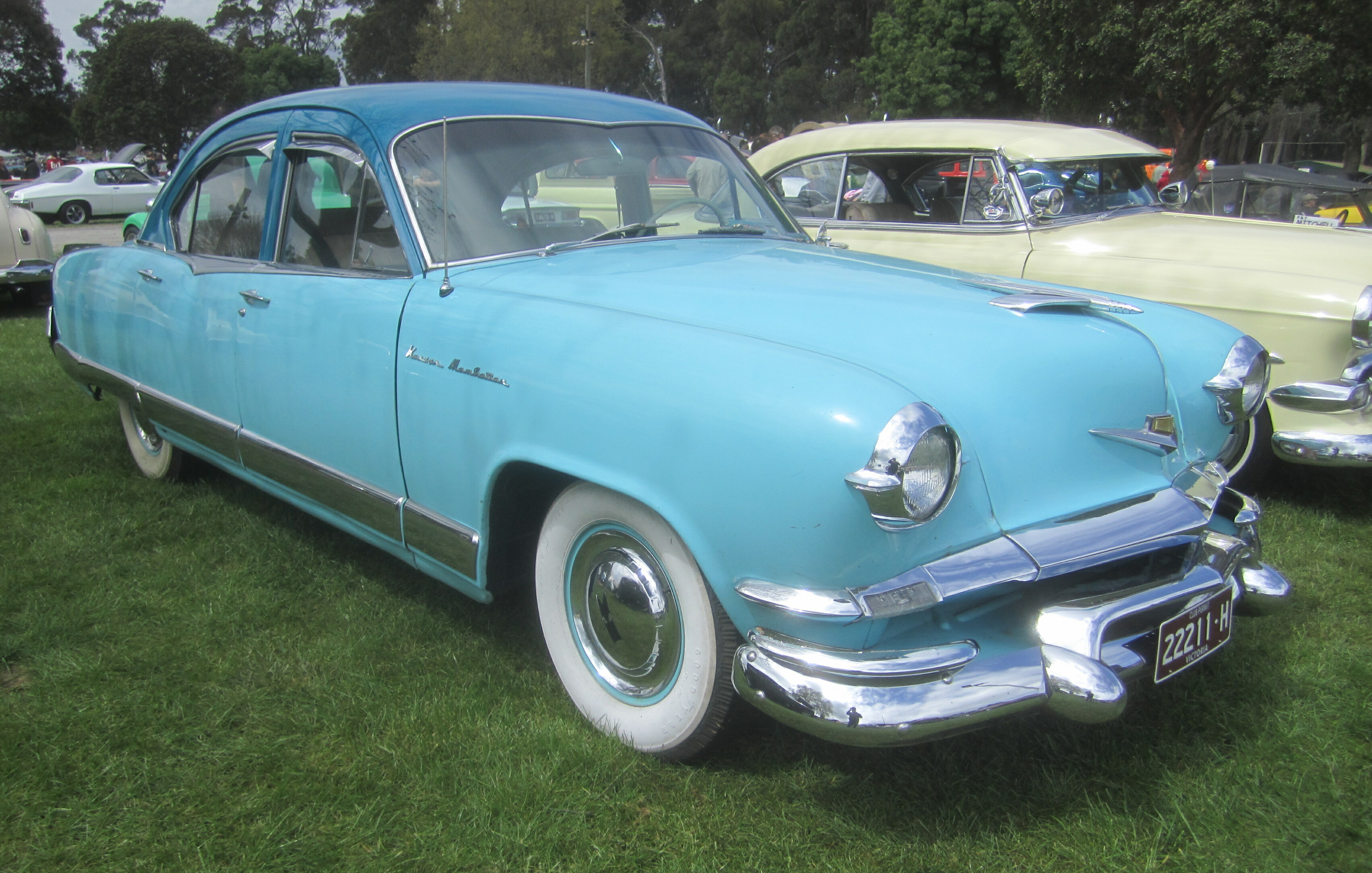
Kaiser Manhattan (1953)
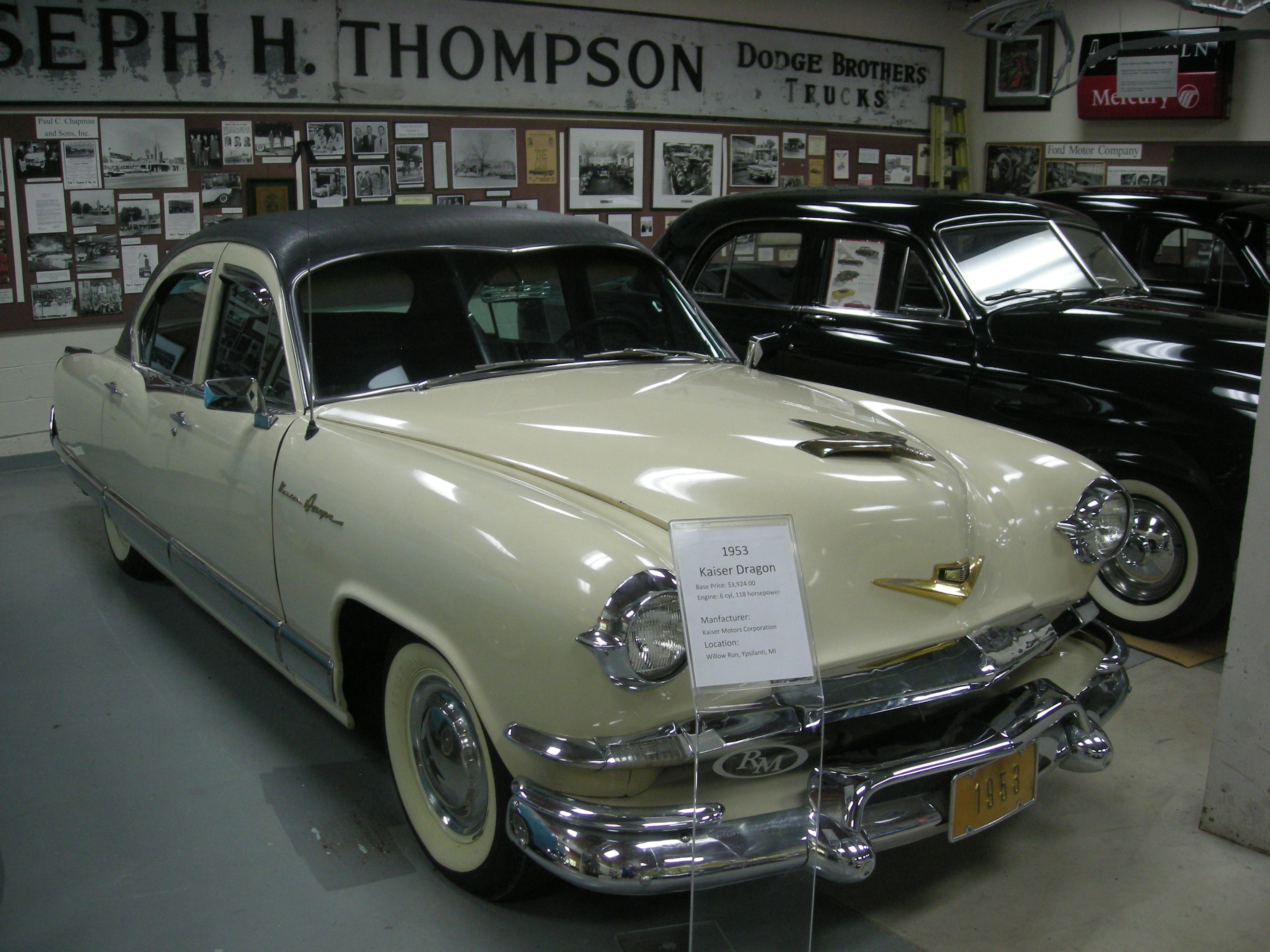
Kaiser Dragon (1953)
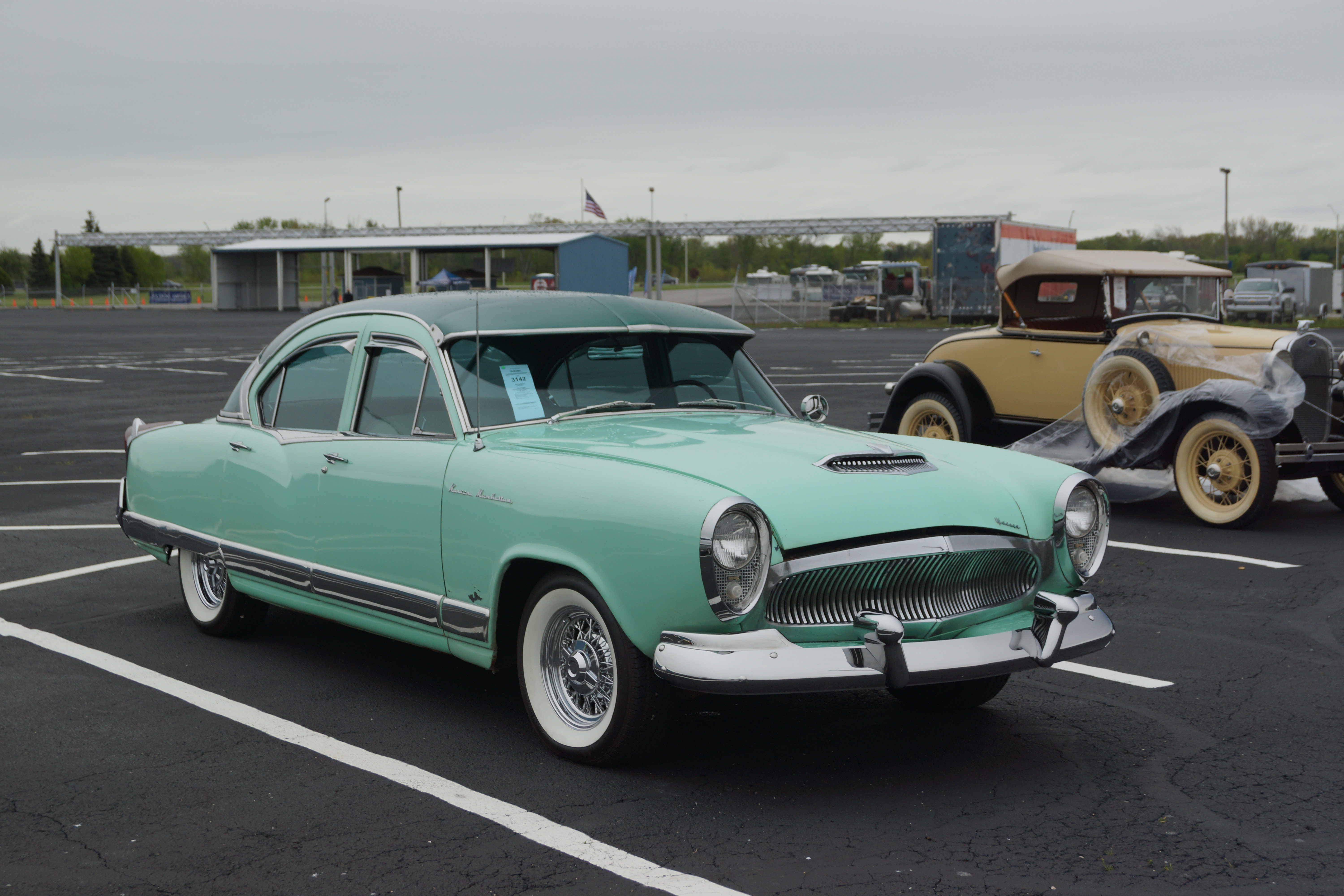
Kaiser Manhattan Club Sedan (1954)

## Kaiser Carabela
In 1955 stopte Kaiser-Frazer met het bouwen van personenauto's en werden de productielijnen samen met 1021 afgewerkte voertuigen verkocht aan de Argentijnse autobouwer Industrias Kaiser Argentina, waar de Kaiser Manhattan nog tot 1962 zou gebouwd worden onder naam Kaiser Carabela.

## Trivia
In Nederland reden er eind 2021 vermoedelijk nog twee Kaisers rond: een Kaiser Special en een Kaiser Vagabond.